# Джерельні розсипи
Джере́льні ро́зсипи — ботанічний заказник місцевого значення в Україні. Розташований у межах Роменського району Сумської області, на захід від села Герасимівка, в заплаві річки Сула.
Площа — 172,78 га. Як об'єкт ПЗФ створений 29.11.2005 року. Перебуває у віданні: Пустовійтівська сільська рада.

## Історія
Територію по долині р. Сули, на південь від села Бобрик і до межі із Полтавською областю в кінці двадцятого століття було оголошено об'єктом природно-заповідного фонду. Це мало позитивний вплив на збереження біологічного різноманіття та гідрологічного режиму річки навіть в умовах інтенсивного видобутку природного газу та нафтогазового конденсату на прилеглих землях. З північного боку від межі ботанічного заказника з Недригайлівським районом розташована водоохоронна зона гідрологічного заказника «Недригайлівський».
Метою утворення заказника було збереження природних угідь як стабілізаторів водності річки Сула, осередків перебування у них популяцій рідкісних і зникаючих рослин і тварин та місць поширення рослинних угрупувань, які занесені до Зеленої книги України.

## Флора та фауна
У заказнику трапляються рідкісні види рослин, що охороняються Бернською конвенцією (маточник болотний) та регіонально рідкісні види: (алтея лікарська, цикута отруйна, калган, осока повстиста, осока дерниста, подорожник Корнута), а також угруповань Зеленої книги України (формації латаття білого та глечиків жовтих).
У складі фауни представлені тварини, занесені до Червоної книги України (горностай, дозорець-імператор, ванесса чорно-руда, стрічкарки блакитна та малинова, джміль моховий, бджола-тесляр), Європейського Червоного списку (журавель сірий, деркач), обласного червоного списку (черепаха болотяна, чапля сіра, бугай, бугайчик, лебідь-шипун, курочка мала, ремез, пастушок та ін.).

## Галерея

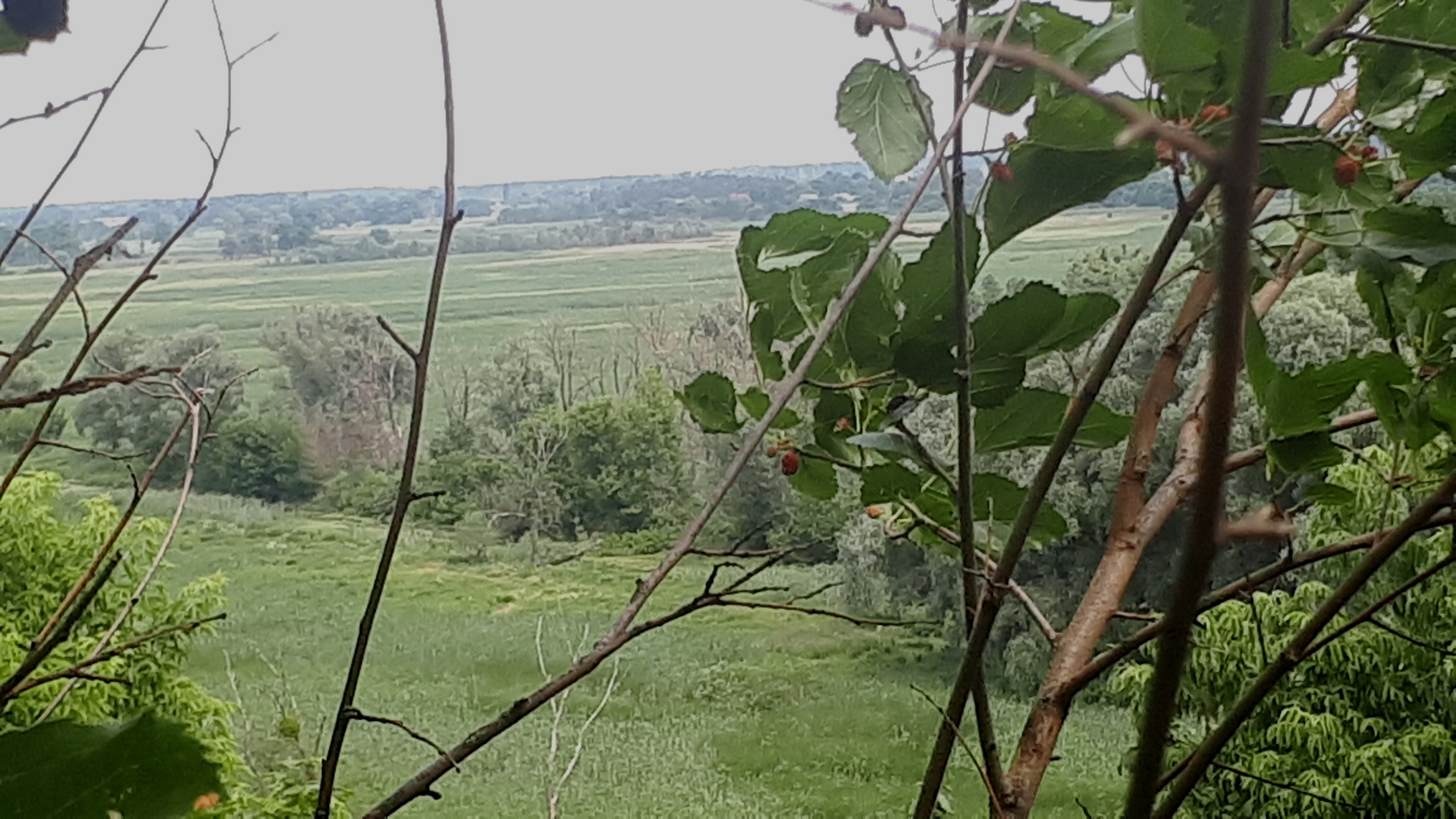
Заказник Джерельні розсипи
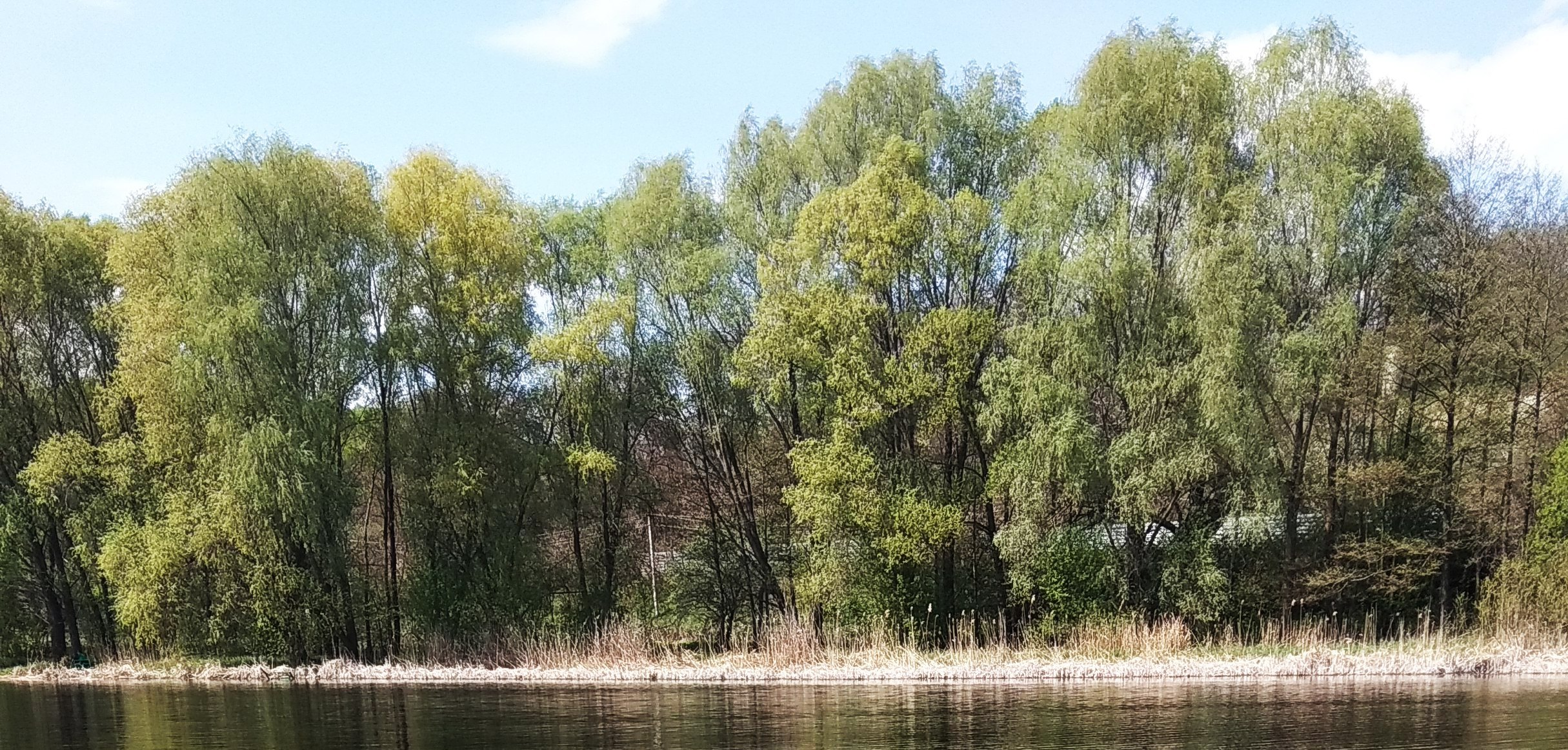
Заплава р. Сула
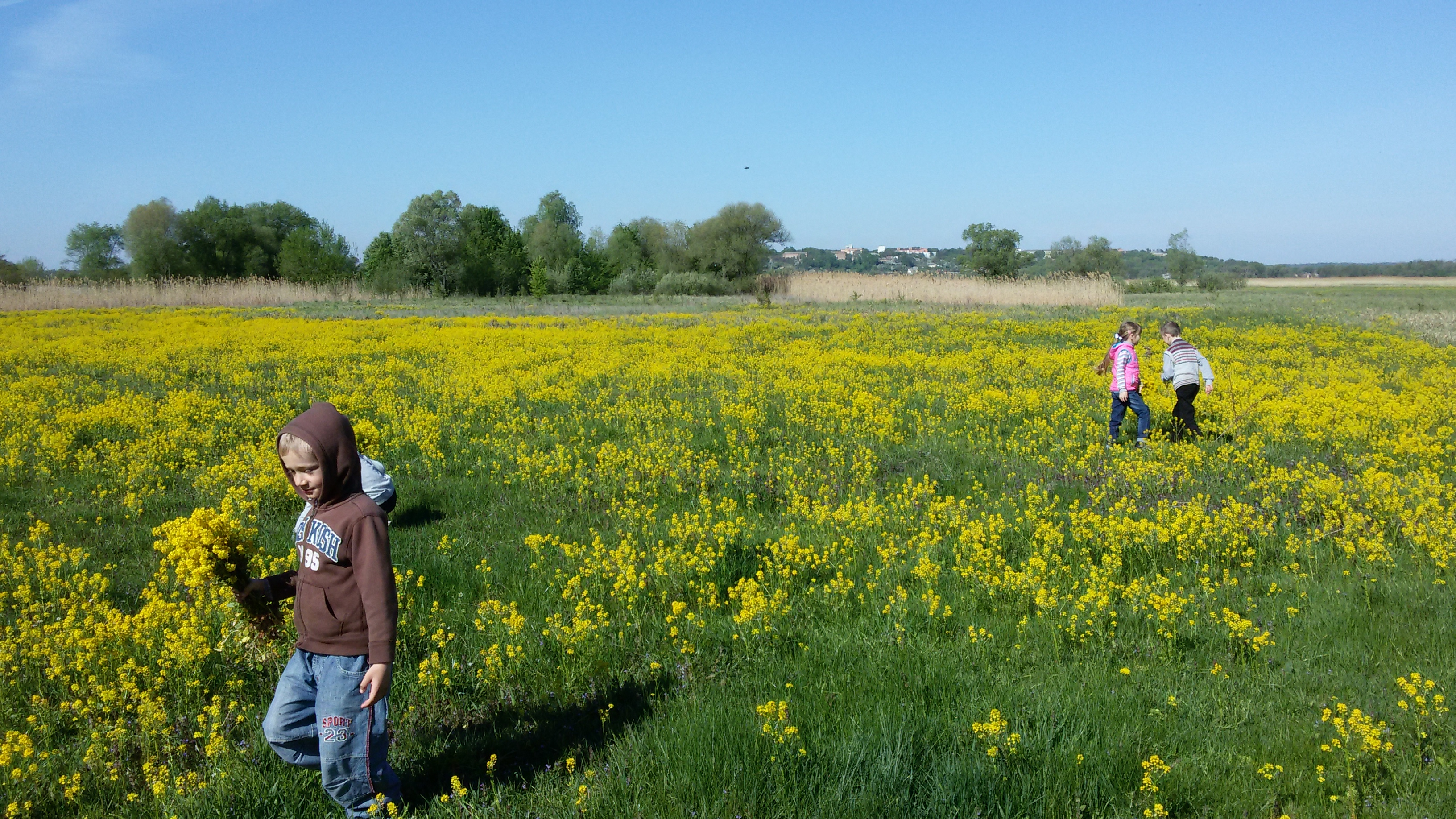
Луг біля села Герасимівка